# Liste der Monuments historiques in Lagny
Die Liste der Monuments historiques in Lagny führt die Monuments historiques in der französischen Gemeinde Lagny auf.

## Liste der Objekte
| Bezeichnung              | Beschreibung                | Standort                       | Kennzeichnung | Schutzstatus | Datum | Bild |
| ------------------------ | --------------------------- | ------------------------------ | ------------- | ------------ | ----- | ---- |
| Türsturz des Westportals | Eichenholz, 16. Jahrhundert | in der Kirche St-Médard (Lage) | PM60000948    | Classé       | 1925  |      |